# فردریک واندرس
فِرِدِریک وانْدرِس (به آلمانی: Frederic Wandres) (زادهٔ ۲۵ مارس ۱۹۸۷ در کل، بادن-وورتمیرگ، آلمان) سوارکار درساژ اهل آلمان است. او در بازی‌های جهانی سوارکاری ۲۰۲۲ در هرنینگ، که مدال برنز تیمی را با تیم آلمان به دست آورد، شرکت کرد. واندرس در چندین مسابقهٔ قهرمانی جهانی سوارکاری برای اسب‌های جوان شرکت کرده و در سال ۲۰۱۹ مدال طلا را کسب کرده است. او همچنین در لیست طولانی برای بازی‌های المپیک تابستانی ۲۰۲۰ در توکیو برای تیم آلمان قرار داشت.
او در سال ۲۰۰۷ به عنوان سوارکار دانشجو در هوف کاسلمان کارش را آغاز کرد و بعدها به سوارکار اصلی تبدیل شد. او چندین اسب جوان را تا سطح گرند پری آموزش داده و رقابت کرده است. وندرس به‌طور علنی همجنس‌گرا است.
در بازی‌های المپیک تابستانی ۲۰۲۴، او بخشی از تیم درساژ آلمان بود که مدال طلای تیمی را به دست آورد. او در فینال انفرادی در جایگاه سیزدهم قرار گرفت.